# Tom Skerritt
Thomas Alderton (Tom) Skerritt (Detroit (Michigan), 25 augustus 1933) is een Amerikaans acteur, bekend van onder andere de televisieserie Picket Fences en de films Top Gun en Steel Magnolias.

## Biografie

### Jonge jaren
Skerritt werd geboren als zoon van Roy en Helen Skerritt. Hij groeide op in zijn geboorteplaats Detroit en behaalde in 1951 zijn diploma aan de David Mackenzie High School. Begin jaren 50 werkte Skerrit vier jaar bij de US Air Force, waarna hij achtereenvolgens studeerde aan de Wayne State University in Detroit en de University of California in Los Angeles. In LA begon Skerritt met acteren en hij werd ontdekt tijdens een toneelopvoering van The Rainmaker op de universiteit.

### Carrière
Skerritts eerste rol was in 1962 naast Robert Redford in de film Warhunt waarin hij Sgt. Stan Showalter speelde. Tevens verscheen hij op de televisie met twee kleine gastoptredens in de serie Combat!, die over de Tweede Wereldoorlog ging. De jaren daarna zou hij in de serie nog een paar keer een gastoptreden verzorgen en was hij vooral te zien met gastoptredens in series als The Alfred Hitchcock Hour (1963), My Three Sons (1963), Bonanza (1964), The Fugitive (1965, 1966), Gunsmoke (5 keer over de periode 1965 – 1972) en andere. Een van zijn eerste terugkerende rollen kreeg Skerritt in de serie Walt Disney’s Wonderful World of Disney. Tussen 1965 en 1967 verscheen hij in negen afleveringen.
Bij het grotere publiek viel hij pas op met zijn rol als Dr. Augustus Bedford 'Duke' Forrest in de komediefilm M*A*S*H (1970). Ondanks dat zijn rol door regisseur Robert Altman wat naar de achtergrond was verdrongen, viel hij toch op. Andere opvallende rollen zijn als Shirley MacLaine's echtgenoot in de film The Turning Point uit 1977 (waarvoor Skerritt een National Board of Review Award won) en Alien uit 1979. In 1983 speelde Skerritt de hoofdrol in de kortlopende maar goed positief ontvangen serie Ryan's Four. Hierna volgde een rol in een film die de grootste uit Skerrits loopbaan zou worden. Toen de makers aan de film begonnen had niemand verwacht dat Top Gun in 1986 het succes zou worden dat niet alleen zijn ster, maar ook die van de andere acteurs zou laten rijzen. Door deze rol werd Skerritt door de broers Marciano gevraagd om mee te werken aan een reclamecampagne voor hun merk Guess? Jeans. Hiermee was Skerritt een van de eerste beroemdheden die zijn gezicht aan een merk verbond en de reclamecampagne werd een groot succes. In 1988 speelde Skerritt de terugkerende rol van multimiljonair Evan Drake in de serie Cheers. In 1989 had hij succes in de film Steel Magnolias als de ietwat aparte Drum Eatenton.
Ook regisseren had Skerritts interesse en in 1990 stond hij achter de camera om de voor schooljongeren bedoelde televisiefilm A Question of Sex te maken. Datzelfde jaar speelde hij in The Rookie en twee jaar later in Robert Redfords A River Runs Through It. Na jaren op het witte doek gezien te zijn geweest, was Skerritt met een hoofdrol in de Emmy winnende serie Picket Fences in 1992 na lange tijd ook weer op televisie te zien. Tevens regisseerde hij een aantal afleveringen van de serie. In 1993 won hij voor zijn rol in de serie een Emmy Award. In 1994 werd hij genomineerd voor een Emmy en een Golden Globe. Het jaar daarna werd hij voor deze laatste prijs opnieuw genomineerd. In 1997 regisseerde Skerritt de televisiefilm Divided By Hate en was hij te zien in de rol van David Drumlin in de film Contact. Met deze rol werd Skerritt genomineerd voor een Blockbuster Entertainment Award. In 2006 speelde Skerritt in de Stephen King miniserie Desperation.

### Privé
Met zijn eerste vrouw Charlotte kreeg Skerritt drie kinderen. In 1977 trouwde hij met Sue met wie hij in 1978 een zoon kreeg. In 1988 verhuisde het gezin naar Seattle waar Sue een Bed and Breakfast begon. In 1992 scheidde het paar. Met zijn huidige vrouw Julie heeft hij een dochter.

## Prijzen en onderscheidingen
| Onderscheiding                  | Jaar | Titel                 | Categorie                                                          | Uitslag     |
| ------------------------------- | ---- | --------------------- | ------------------------------------------------------------------ | ----------- |
| NBR                             | 1977 | The Turning Point     | Best Supporting Actor                                              | Gewonnen    |
| Genie Award                     | 1982 | Silence of the Norths | Best Performance By a Foreign Actor                                | Genomineerd |
| Screen Actors Guild Award       | 1992 | Picket Fences         | Uitstekende prestatie door een mannelijke acteur in een dramaserie | Genomineerd |
| Emmy Award                      | 1993 | Picket Fences         | Outstanding Lead Actor in a Dramaseries                            | Genomineerd |
| Emmy Award                      | 1994 | Picket Fences         | Outstanding Lead Actor in a Dramaseries                            | Gewonnen    |
| Golden Globe                    | 1994 | Picket Fences         | Best Performance by an Actor in a televisieseries - Drama          | Genomineerd |
| Golden Globe                    | 1995 | Picket Fences         | Best Performance by an Actor in a televisieseries - Drama          | Genomineerd |
| Blockbuster Entertainment Award | 1998 | Contact               | Favorite Supporting Actor                                          | Genomineerd |
| Western Heritage Award          | 1999 | Two for Texas         | Television Feature Film (met overige acteurs)                      | Gewonnen    |
| DVD Exclusive Award             | 2003 | Alien                 | Best Audio Commentary                                              | Genomineerd |

## Filmografie
- Bibsys: 3115681
- Biblioteca Nacional de España: XX1266411
- Bibliothèque nationale de France: cb13899837j (data)
- Gemeinsame Normdatei: 138209146
- International Standard Name Identifier: 0000 0001 1328 6886
- Library of Congress Control Number: n90701378
- Nationale Bibliotheek van Tsjechië: xx0078382
- Nationale Bibliotheek van Israël: 987007461149705171
- Nationale Bibliotheek van Polen: a0000001616628
- Nederlandse Thesaurus van Auteursnamen: 075103087
- Système universitaire de documentation: 070753792
- Virtual International Authority File: 88259590
- WorldCat: E39PBJgMGc3CkTkJPb3M6PChHC